# Chiesa di Santa Maria Maddalena (Greenwich)
La chiesa di Santa Maria Maddalena (St Mary Magdalene in inglese) è un edificio di culto anglicano situato a Woolwich, nel Borgo Reale di Greenwich.

## Storia
Una prima chiesa di Woolwich, eretta probabilmente pre-conquista normanna, era dedicata a San Lorenzo e sorgeva su un promontorio a circa 37 m a nord di quella attuale. La prima testimonianza dell'esistenza di questo edificio è un documento del 1182. Nel XV secolo la chiesa fu dedicata alla Vergine Maria e, un secolo dopo, a Santa Maria Maddalena.
Nel XVIII secolo la struttura della chiesa versava in condizioni precarie, la guglia elisabettiana era infatti crollata e le fondamenta mostravano segni di cedimento. Così, tra il 1732 e il 1739, a breve distanza, fu eretto un nuovo edificio, poi consacrato il 9 maggio 1740. Successivamente la vecchia chiesa fu demolita e il sagrato ampliato e cinto da un muro.
Nel 1894 la chiesa fu ampliata con un nuovo coro secondo lo stile palladiano inglese. Un discusso intervento realizzato negli anni sessanta verrà poi annullato durante l'ultimo restauro nel 2008.

## Descrizione
La chiesa presenta un esterno in mattoni e con lo zoccolo in pietra di Portland. Nella facciata è inserita la torre campanaria. L'interno presenta una navata a cinque campate fiancheggiata da colonnati due navate laterali con gallerie. L'interno è dipinto di azzurro e bianco, comprese le grandi colonne di pietra rossa che fiancheggiano il presbiterio e le colonnine che incorniciano la finestra est.